# Trebbiano

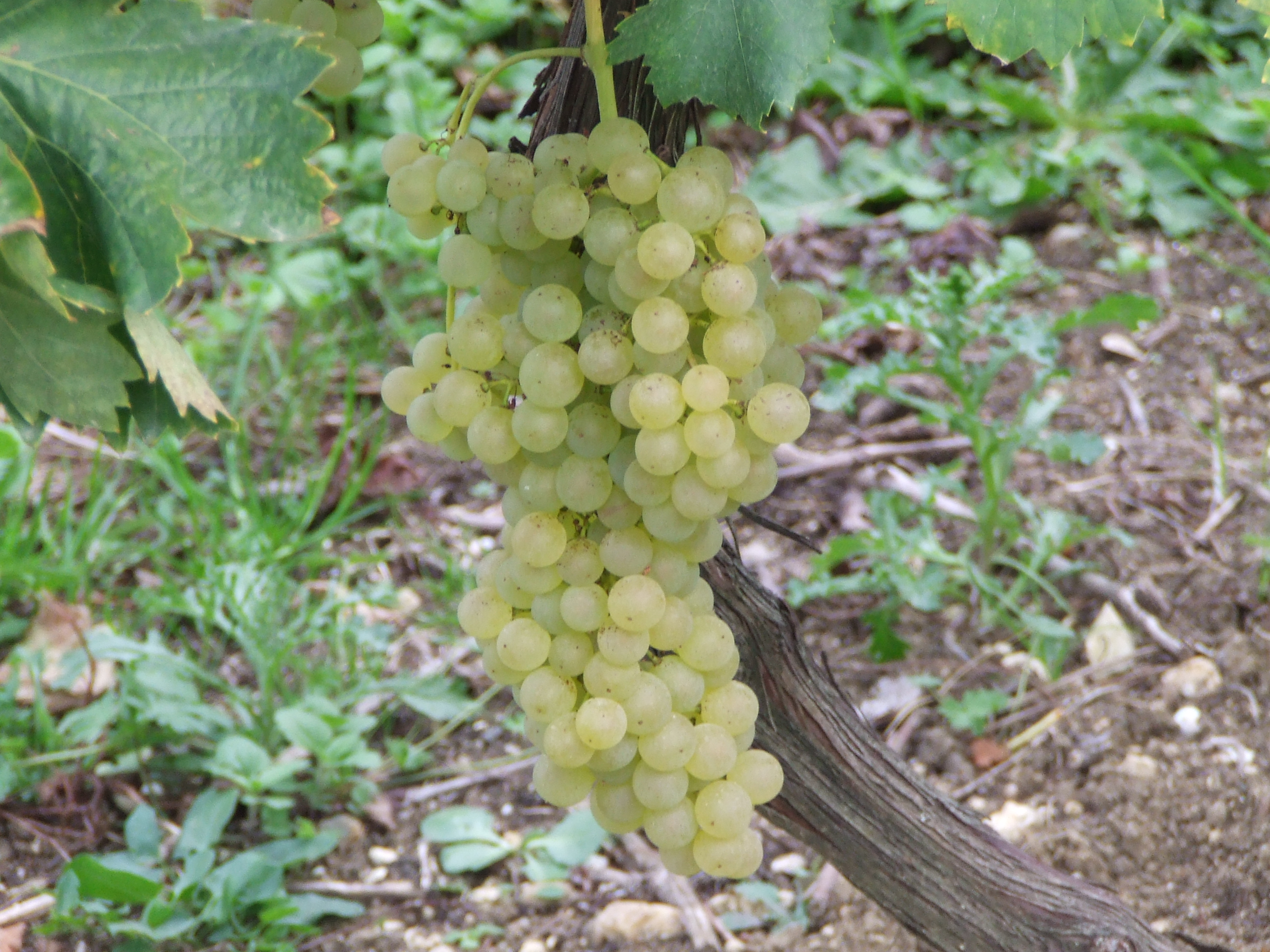
Grono odmiany trebbiano toscano

Trebbiano lub trebbiano toscano – druga co do rozpowszechnienia na świecie biała odmiana winorośli, dającą wysokie plony, ale niewyróżniające się wina o stosunkowo neutralnym smaku. Poza winami stołowymi stanowi surowiec do produkcji winiaków, m.in. koniaku i armaniaku. Znana także jako ugni blanc (szczególnie we Francji) oraz pod innymi lokalnymi nazwami.
Krzewy rosną bujnie, grona są liczne, długie i cylindryczne. Owoce mają grube skórki i kwaśnawy żółty sok.

## Historia
Przypuszcza się, że trebbiano pochodzi ze wschodniej części basenu Morza Śródziemnego. Było znane już w czasach rzymskich. Jeden z klonów został wyróżniony w Bolonii w XIII wieku i jako ugni blanc trafił do Francji, być może wraz z ucieczką papieża do Awinionu.

## Rodowód
Włoskie badania DNA opublikowane w 2008 roku wskazują na bliskie podobieństwo między trebbiano toscano a szczepem garganega, która może być jednym z przodków trebbiano albo innym krewnym.

## Uprawa i wina
Włochy

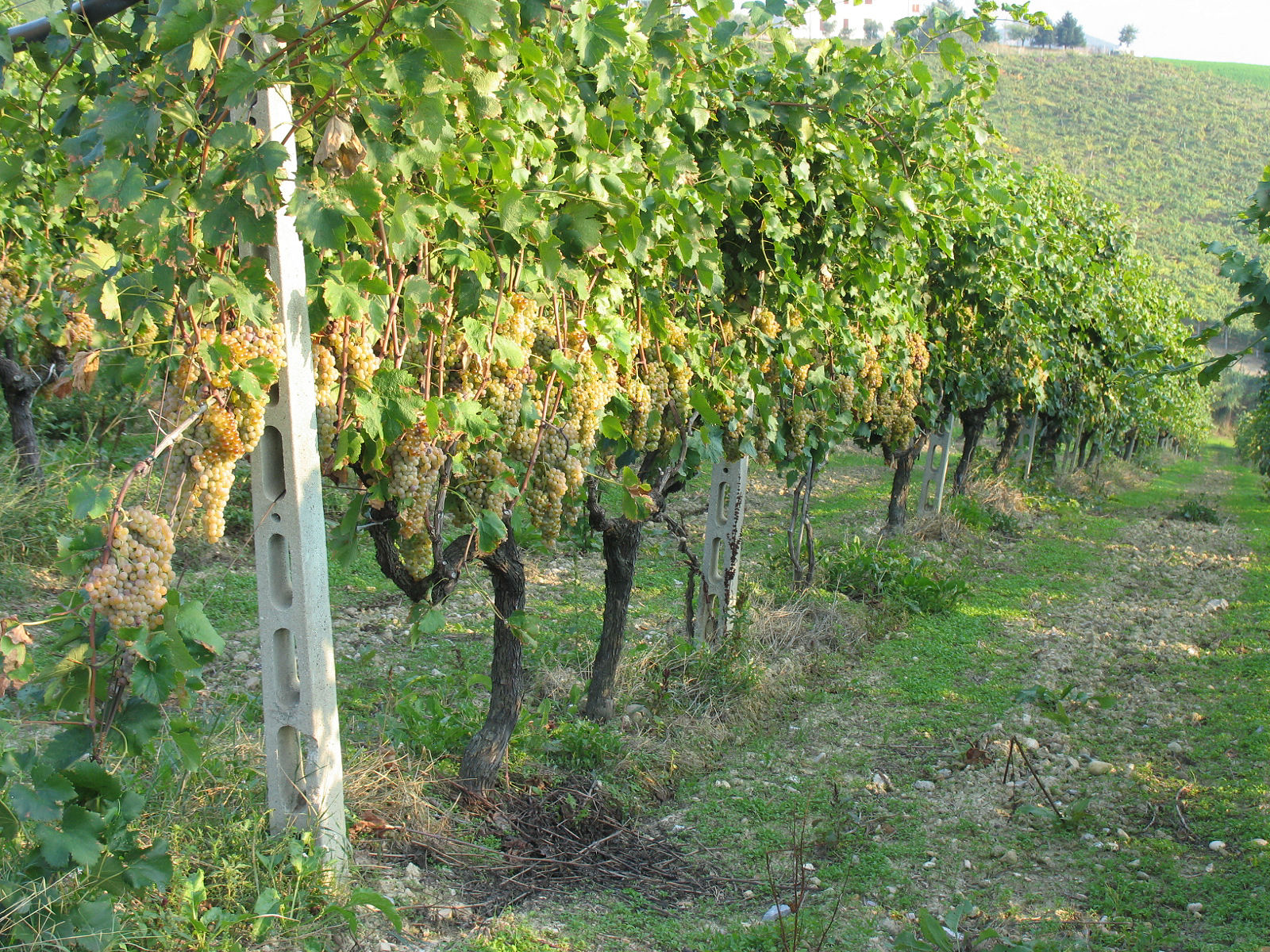
Krzewy winne we włoskim regionie Marche

Istnieją liczne klony szczepu trebbiano, z których największe znaczenie ma uprawiany w Umbrii procanico, znany przede wszystkim z win Denominazione di origine controllata orvieto. Inne to m.in. trebbiano di soave, trebbiano romagnolo, trebbiano spoletino, trebbiano giallo i trebbiano d'abruzzo. Cała rodzina trebbiano odpowiada za jedną trzecią łącznej produkcji białego wina w kraju.
W całości z winogron trebbiano wytwarza się wina jakościowe: Pagadebit di Romagna DOC, Trebbiano d'Abruzzo DOC, Trebbiano di Aprilia DOC, Trebbiano di Arborea DOC, Trebbiano di Capriano del Colle DOC, Trebbiano di Romagna DOC i Trebbiano Val Trebbia dei Colli Piacentini DOC. Prócz nich szczep jest głównym szczepem w licznych cuvée, np. już wspomnianym Orvieto i znanych białych winach w apelacjach Frascati, Lugana, Bianco di Custoza i Est! Est!! Est!!! di Montefiascone. Przepisy zezwalają również na stosowanie go m.in. w winach Soave DOC, Gambellara oraz jako domieszka do czerwonych win apelacji Vino Nobile di Montepulciano i Torgiano.
Tradycyjnie niewielkie ilości trebbiano i malvasii były wykorzystywane w produkcji słynnego toskańskiego czerwonego wina chianti. Winiarze coraz częściej rezygnowali z domieszki białych winogron, a od roku 2006 taka domieszka została nawet zabroniona. Spowodowało to nadpodaż trebbiano, a rozwiązaniem okazało się wyróżnienie nowego wina klasy IGT galestro.
Francja
Znana tutaj jako ugni blanc, trebbiano jest najbardziej rozpowszechnioną białą odmianą we Francji, szczególnie popularną w Gaskonii, Żyrondzie i Charente oraz Prowansji. Inne spotykane nazwy to clairette ronde, clairette de vence, queue de renard, a na Korsyce – rossola.
Odmianowe wina stołowe nie wyróżniają się, więc winogrona są wykorzystywane jako składnik win mieszanych, albo nawet do przemysłowej produkcji alkoholu.
Trebbiano jest za to najbardziej rozpowszechnioną odmianą do produkcji koniaku i armaniaku. W regionie Armagnac winogron używa się także do produkcji białego wzmacnianego wina floc de gascogne.
Argentyna
Podobnie jak wiele innych odmian, trebbiano trafiło do Argentyny wraz z włoskimi imigrantami.
Australia
Odmiana została sprowadzona przez Jamesa Busby'ego w 1832. Większość upraw znajduje się w stanach Nowa Południowa Walia i Australia Południowa. Tamtejsi winiarze nazywają trebbiano white hermitage i wykorzystują je do produkcji winiaku (brandy) i jako jeden ze składników win mieszanych.
Bułgaria
Podobnie jak w Portugalii, odmiana jest uprawiana pod nazwą thalia.
Portugalia
Szczep jest znany jako thalia.
Stany Zjednoczone
Włoscy imigranci sprowadzili trebbiano do Kalifornii, ale przeważnie jest mieszane z innymi odmianami.

## Produkcja octu winnego
W rejonie włoskiego miasta Modena z winogron trebbiano wytwarza się słynny ocet winny „Aceto balsamico tradizionale di Modena“.

## Synonimy
Albano, biancame, biancone, blanc auba, blanc bacca, blanc de cadillac, blancoun, bobiano, bonebeou, boriano, boriano de cadillac, brocanico, brucanio, bubbiano, buriano, buzzetto, cadet, cadillac, cadillate, castelli, castelli romani, castillone, chatar, chator, clairette à grains ronds, clairette d'afrique, clairette de vence, clairette ronde, coda di cavallo, coda di volpe, elba, falanchina, greco, gredelin, juni blan, lugana, muscadet, muscadet aigre, passarena, passerina, perugino, procanico, procanico dell isola d´elba, procanico portoferraio, queue de renard, romani, rossan de nice, rossela blanco, rossetto, rossola, rossula, roussan, roussea, rusciola, saint emilion, saint emilion des charentes, santoro, spoletino, trebbianello, trebbiano d'empoli, trebbiano di cesena, trebbiano di cesene, trebbiano di empoli, trebbiano di lucca, trebbiano di tortona, trebbiano di toscana, trebbiano fiorentino, trebbiano toscano, trebbianone, tribbiano, tribbiano forte, turbiano, ugni blanc, uni blan, uni blance, unji blan, uva bianca, white hermitage, white shiraz.
Na liście synonimów są trzy określenia używane także na hiszpańską odmianę viura: queue de renard, rossan, ugni blanc oraz podobnie pisane gredelín.